# Gärtnerhaus (Weimarhallenpark)

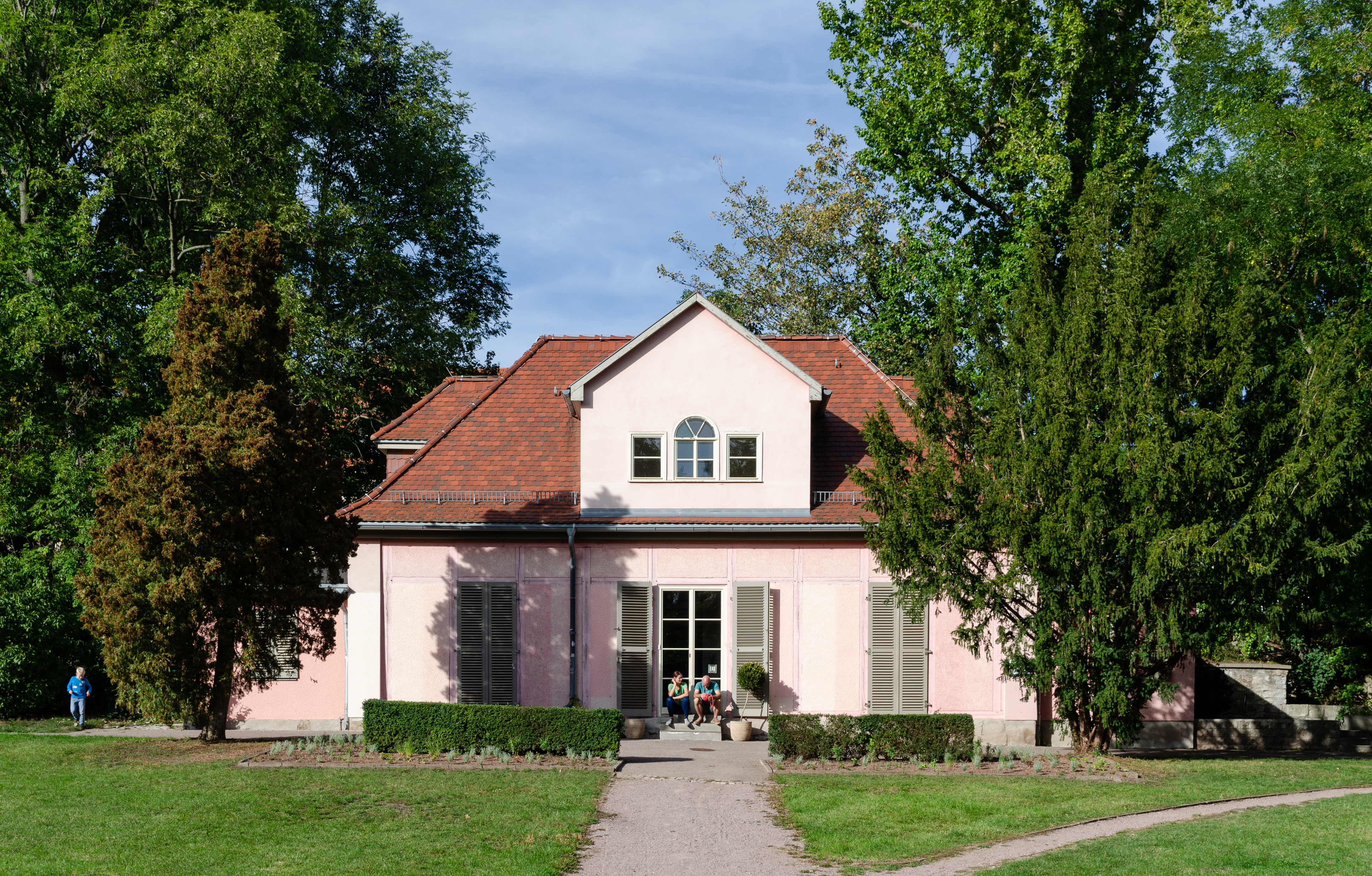
Galerie Eigenheim

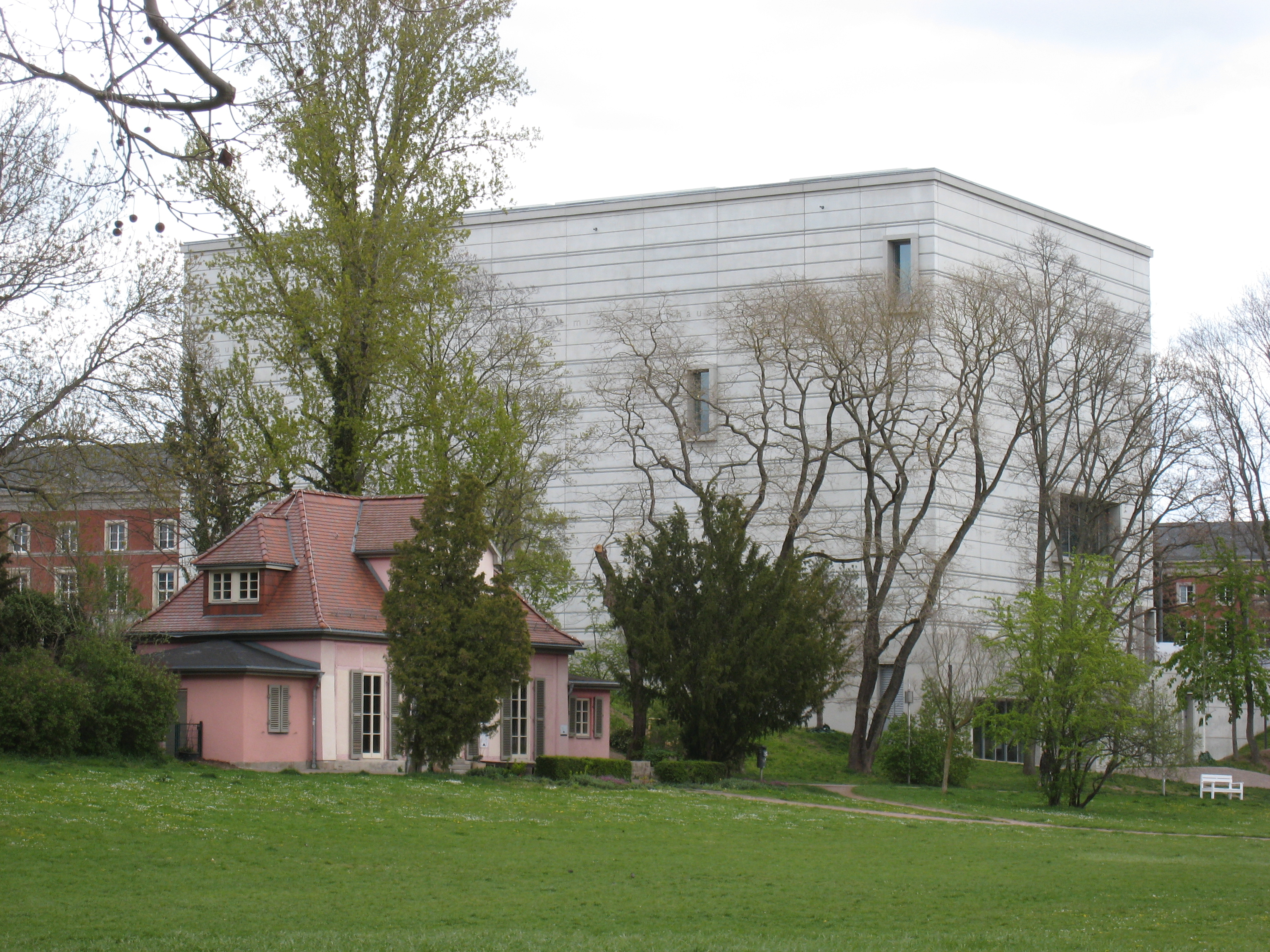
Galerie Eigenheim im ehemaligen Gärtnerhaus; im Hintergrund das Bauhausmuseum

Das einmal ca. ab 1989 als Lesecafe, dann noch vor dem Millennium lange Zeit Schließung und Leerstand, und seit 2006 als Galerie Eigenheim für zeitgenössische Kunst im Weimarhallenpark unweit des 2019 eingeweihten Bauhaus-Museums befindliche historische Gärtnerhaus (Asbachstraße 1) ist ein Gebäude aus dem 18. Jahrhundert. Es steht somit im inhaltlichen Zusammenhang mit dem Bertuch-Haus. Es ist zu dieser Zeit entstanden, vielleicht sogar etwas früher.

## Geschichte
Es ist Teil des aus dem alten Baumgarten, der ursprünglich Nutzgarten war, entstandenen Hausgarten von Friedrich Justin Bertuch. Pächter war des Baumgartens war der Hofgärtner Carl Heinrich Gentzsch, dem die Lieferung von Obst und Gemüse aus den gärtnerisch genutzten Streuobstwiesen (wovon natürlich nichts mehr vorhanden ist) und von Fischen aus dem davorliegenden Teich oblag. Bertuch hatte 1777 um den Erwerb bei Herzog Carl August nachgesucht und auch die Genehmigung erhalten. Neben dem Gärtnerhäuschen entstanden auch Gewächshäuser, sogar eine kleine Orangerie, in der Südfrüchte wie Granatapfel und Orangenbäume und Kübelpflanzen überwintern konnten. Aus dem Orangenhaus (welches auch längst nicht mehr steht) machte der geschäftstüchtige Bertuch eine Handelsgärtnerei insbesondere für Blumen, aber auch Gemüse. So wurden dort u. a. Hyazinthen, Primeln, Rosen bzw. Kohl, Broccoli, Artischocken gewinnbringend gezogen. Es gab auch für den Ilmpark ein Gärtnerhaus, welches als Liszthaus bekannt ist. Der erwähnte Gentzsch war auch für diesen zuständig. Für Belvedere gab es auch einen Hofgärtner und ein Gärtnerhaus.
Das Gebäude mit einem hohen Walmdach hat in der Mitte des Daches Risaliten. Bemerkenswert sind die großen Fenster, die ebenerdig auch wie Türen geöffnet werden können. Diese haben Fensterläden. Von den Seiten an den Altanen sind richtige Türen. Es sind Nebengebäude wie Kellergewölbe vorhanden.
Das übriggebliebene Gebäude steht nicht auf der Liste der Kulturdenkmale in Weimar (Einzeldenkmale), ist aber Teil des Weimarhallenparks und damit auf der Liste der Kulturdenkmale in Weimar (Sachgesamtheiten und Ensembles) einbezogen.